# フォーストレイナー
フォーストレイナー（Force Trainer）は、スター・ウォーズシリーズをテーマにしたブレイン・マシン・インタフェースの玩具である。アンクル・ミルトン・インダストリーズ社が製造する。それは利用者がジェダイ・マインドトリックを実現するかのような感覚を生み出すことを可能にすると言われている。
その玩具は同社のスター・ウォーズ・サイエンスの製品ラインの1つであり、2009年に発売された。希望小売価格は130ドルである。付属品の中身は脳からのEEGの信号を感じ取るヘッドセットで、それはボール1つを空中に吹き上げるためのファンを使用している管に信号を中継する。利用者が集中を高めるほど、ファンが激しく吹き、ボールはより高い位置に留まる。パダワンからジェダイ・マスターまでの遠い道の様々な訓練段階を通じて、ヨーダの声が利用者の腕前向上に関する指示を出す。